# Assur-etil-ilani
Assur-etil-ilani (... – 627 a.C.), figlio di Assurbanipal, regnò dal 631 a.C. al 627 a.C.

## Problemi con le fonti
La ricostruzione degli eventi accaduti durante il regno di Ashur-etil-ilani si è rivelata non facile. Un problema degno di nota è la totale assenza di fonti dall'Assiria centrale durante quel periodo, e la carenza di registi ufficiali degli eventi (ad esempio le iscrizioni reali). La fonte più importante per questo periodo è la "Cronaca di Nabopolassar", che però è molto frammentaria nei confronti di questo periodo.

## Regno
La morte di Assurbanipal, datata tra il 631 e il 627 a.C. accese delle serie dispute per il controllo dell'Assiria tra molti pretendenti, il che portò al crollo dell'Impero neo-assiro. La disputa sembra che fosse iniziata già da qualche anno durante il regno di Assurbanipal. Lo sviluppo degli eventi, così come il numero dei partiti coinvolti, non è noto con certezza, ma sembra invece certo che, dopo la morte di Assurbanipal, orde alleate di Sciti, Cimmeri, Medi e Persiani, approfittando dei conflitti intestini dell'Assiria, attraversarono i confini dell'impero, distruggendo Ascalon e arrivando a suon di razzie e incursioni fino ai confini con l'Egitto. Calah (Nimrud) fu messa al rogo, ma le forti mura di Ninive protessero i rimasugli dell'esercito assiro che vi avevano preso rifugio. Una volta che gli incursori si spostarono in altre regioni del decadente impero, fu eretto un nuovo palazzo tra le rovine della città vicina, ma la sua povertà architetturale, così come le sue piccole dimensioni, dimostrano come le risorse dell'Assiria fossero quasi ai minimi termini.

## Date del regno
Secondo le iscrizioni di Harappa di Nabonidus, Ashur-etil-ilani regnò per tre anni, ma vi è un contratto a Nippur datato al suo quarto anno. Sembra quindi che sia succeduto ad Assurbanipal nel 627 a.C. e che abbia regnato fino al 623 a.C., il che solleva alcuni problemi sulla datazione degli eventi dalla guerra assiro-babilonese.
Ashur-etil-ilani deve pertanto essere asceso al trono prima del 627 a.C., ed è più volte suggerito che il suo regno fu sovrapposto a quello di Assurbanipal. Tuttavia, è probabile che Assurbanipal morì prima del 627 a.C., dato che non vi è alcuna prova della sua co-reggenza. È pertanto suggerito che Assurbanipal morì nel 631 a.C. e che Ashur-etil-ilani fu re dell'Assiria fino al 627 a.C. Vi sono ancora conflitti con le date coincidenti la sua conclusione, ma queste date sembrano quelle meglio adatte per sostenere le prove attuali.
Gli successe Sin-shumu-lishir, che lo depose.